# Ralph Watling
Ralph George Watling (* 12. September 1872; † 10. Mai 1951) war ein englischer Badmintonspieler.

## Karriere
Ralph Watling hat an Erfolgen mehrere Siege und Finalteilnahmen zu Beginn des 20. Jahrhunderts bei den All England zu verzeichnen. 1901 stand er im Finale, unterlag aber gegen  Captain H. W. Davies. Ein Jahr später siegte er erstmals, wobei er E. Young im Finale bezwang. 1903 verteidigte er den Titel und stand im Finale des Doppels. 1905 unterlag er erneut im Finale, diesmal gegen Henry Norman Marrett. Watling war ebenfalls als Cricketspieler für Norfolk aktiv.

## Sportliche Erfolge
| Saison | Veranstaltung | Disziplin    | Platz | Name                               |
| ------ | ------------- | ------------ | ----- | ---------------------------------- |
| 1901   | All England   | Herreneinzel | 2     | Ralph George Watling               |
| 1902   | All England   | Herreneinzel | 1     | Ralph Watling                      |
| 1903   | All England   | Herrendoppel | 2     | George Alan Thomas / Ralph Watling |
| 1903   | All England   | Herreneinzel | 1     | Ralph Watling                      |
| 1905   | All England   | Herreneinzel | 2     | Ralph George Watling               |